# Abraham Polonsky
Abraham Lincoln Polonsky (New York, 5 de dezembro de 1910 -  Beverly Hills, CA, 26 de outubro de 1999) foi um realizador e roteirista norte-americano, colocado na lista negra pelos estúdios de Hollywood, durante a década de 1950, no chamado período macartista.

## Biografia
Nascido no seio de uma família judia russo-americana, Polonsky estudou direito na Columbia Law School, onde se licenciou em 1935. Após alguns anos de prática jurídica e de ensino, decidiu dedicar-se à escrita. Polonsky escreveu ensaios, argumentos radiofónicos e vários romances, antes de iniciar a sua carreira em Hollywood. O seu primeiro romance, The Goose is Cooked, escrito em parceria com Mitchell A. Wilson, sob o pseudónimo de Emmett Hogarth, foi publicado em 1940.

Assumindo-se como marxista, Polonsky aderiu ao Partido Comunista Americano durante a década de 1930. Participou em manifestações sindicais e fundou e editou um jornal de esquerda, The Home Front.

## Filmografia

### Como realizador
- 1948 : Force of Evil
- 1970 : Tell them Willie Boy is Here...(pt: O vale do fugitivo)
- 1971 : Romance of a Horsethief